# ريزيربين
ريزيربين (Reserpine) عبارة عن عقار دوائي مضاد للذهان وخافض لضغط الدم من فصيلة أشباه القلويات الإندولية. كان العقار مستخدماً في السابق بكثرة من أجل علاج فرط ضغط الدم وللتخفيف من أعراض الذهان، إلا أنه في الوقت الراهن أصبح استعماله نادراً، بسبب توفر بدائل أفضل ذات أعراض جانبية أقل.

## التأثير
إن تأثير ريزيربين الخافض لضغط الدم هو نتيجة لقدرته على إزالة مركبات كاتيكولامين (وذلك من ضمن الناقلات العصبية أحادية الأمين الأخرى) وذلك من النهايات العصبية المحيطية الودية. تتحكم تلك المواد بسرعة نبض القلب ولها تأثير على الانقباض الوعائي وعلى المقاومة المحيطية الوعائية.